# François Crucy
Pour les autres membres de la famille, voir Famille Rousselot.
François Crucy, pseudonyme de Maurice-François-Marie Rousselot (4 avril 1875, Nantes - 26 juillet 1958, Nice), est un journaliste, puis militant socialiste et haut fonctionnaire du gouvernement de Front populaire, avant de s'engager dans la résistance. Il fut à la Libération le deuxième PDG de l'Agence France-Presse.

## Biographie
Fils d'un banquier nantais, François Rousselot, et de Gabrielle Ceineray, Maurice Rousselot prend le pseudonyme de « François Crucy » (sa grand-mère maternelle était une Crucy) et débute à la fin du XIXe siècle à l’Aurore de Georges Clemenceau, avant de passer à L’Humanité où il entre en 1912, lorsque Jean Jaurès élargit sa rédaction. Il couvre en tant que journaliste le congrès de Tours, lieu historique de la scission entre socialistes et communistes, pour en faire un compte rendu dans l’hebdomadaire Floréal. 
François Crucy entre ensuite à L’Œuvre  et au Petit Parisien, tout en, collaborant à l’École libératrice, périodique du Syndicat des instituteurs, assurant la chronique de livres en 1936-1937 et au journal socialiste Le Populaire ou à la revue Europe.
À partir de là, militant socialiste déterminé, François Crucy est membre du cabinet du premier gouvernement Léon Blum au moment du Front populaire comme chef du service de l’information de la présidence du Conseil (juin 1936 à décembre 1937). Nommé directeur général de l’Agence Radio, y fait entrer Pierre Brossolette. Plus tard, en opposition avec la politique de Georges Bonnet, ils quittèrent l’Agence radio le 31 décembre 1938. 
Au printemps 1941, Crucy traverse clandestinement la ligne de démarcation et entreprend dans le Var la diffusion de journaux clandestins avec Jean Charlot, bientôt rejoint par André Philip. Pierre Brossolette l'appela dans le réseau Phratrie. Il participe aussi au réseau Tartane-Masséna (pseudonyme Lamartine). Tout en poursuivant son action dans son réseau jusqu’au début 1944, il est désigné pour prendre la direction générale de l’Agence française d’information, chargée de succéder à l’agence Havas. 
Il est à la Libération le deuxième PDG de l'Agence France-Presse. Sur les neuf premiers dirigeants de l'AFP qui se succèdent de 1945 à 1995, François Crucy est le seul qui n'est pas un ancien de l'agence d'information Havas.
Comme son prédécesseur Martial Bourgeon, il devra quitter l'AFP après un bref séjour en raison d'inimités politiques. Son départ de l'AFP, où lui succède en 1945 Maurice Nègre, l'amène à devenir rédacteur en chef du quotidien socialiste varois République, aujourd'hui disparu.

## Ouvrages publiés
- Brantôme en 1934.